# Тангерска криза
Тангерски конфликт подразумева италијанско-шпанску политичку и војну демонстрацију уперену против покушаја Уједињеног Краљевства да Тангер претвори у интернационално пристаниште.
Дана 18. новембра 1923. године шпански краљ Алфонсо XIII у пратњи председника шпанског директоријума Прима де Ривере праћен ескадром оклопњача посетио је италијанског краља Виторија Емануела. Италијанска флота изашла је у сусрет шпанској ескадри. Италијанска и шпанска штампа коментаришући овај сусрет изјављивале су да Гибралтар окружен са свих страна при савременом наоружању више не представља моћну препреку. Кључ пролаза у Средоземље јесу Тангер и обала Рифа а њих Шпанија неће ником уступити. 
Против интернационализације Тангера иступила је исто тако и Француска. Она се бојала да ће преко Тангера долазити оружје за мароканска племена која су непрекидно дизала устанке против шпанских и француских власти. 
Британска дипломатија уложила је много напора да сазове конференцију по питању Тангера како би постигла компромис са Француском и Шпанијом. 
Конвенција о статуту тангерске зоне коју су 18. децембра 1923. године потписале Велика Британија, Француска и Шпанија одредила је начин управљања Тангером као интернационалном зоном са режимом сталне неутралности. Италија је била искључена из овог споразума на велико инсистирање Француске.
Управа међународном адмионистрацијом зоне за првих шест година поверена је Француској. Британска дипломатија пристала је на такву нагодбу у замену за уступке од стране Француске у питањима европске политике посебно у погледу репарација.